# Transvision Vamp
Transvision Vamp was een kortstondig succesvolle Britse rockband uit de tweede helft van de jaren tachtig.

## Biografie
De band werd in 1986 opgericht door Nick Christian Sayer en Wendy James (geb. 1966), die samen met bassist Dave Parsons, toetsenist Tex Axile en drummer Pol Burton de originele bezetting vormden. Drummer Burton verliet de groep echter snel en nadien ging de groep verder als een viertal; op hun platen nam Tex Axile zowel drums als keyboards voor zijn rekening. Sayer en Parsons hadden daarvoor in punkbands gespeeld en de muziek van TV was een mengeling van punk, rock en pop met de platinablonde zangeres Wendy James als uithangbord. Nick Christian Sayer schreef de meeste nummers.
In december 1986 tekende de groep een platencontract bij MCA en het volgende jaar kwam hun debuutsingle uit, Revolution Baby, zonder veel succes. De volgende single was een cover van een nummer van Holly and the Italians, Tell That Girl to Shut Up, dat in de Verenigde Staten de onderste regionen van de Billboard Hot 100 bereikte. Het was een nummer van hun eerste album Pop Art. De volgende single daaruit, I Want Your Love, werd een top 5-hit in thuisland het Verenigd Koninkrijk, net als het debuutalbum.
De plaat was in Nederland op vrijdag 5 augustus 1988 Veronica Alarmschijf op Radio 3 werd een radiohit in de destijds twee hitlijsten op de nationale publieke popzender. De plaat bereikte de 23e positie in de Nederlandse Top 40 en de 32e positie in de Nationale Hitparade Top 100. 
Hun volgende album Velveteen, uit 1989, bereikte de eerste plaats in het Verenigd Koninkrijk en leverde hun grootste hit, Baby I Don't Care (top 3-hit). Hun platenmaatschappij MCA weigerde aanvankelijk hun derde album Little Magnets Versus the Bubble of Babble uit te brengen in het Verenigd Koninkrijk; het verscheen uiteindelijk wel in 1991, zonder veel succes en de groep ging kort daarna ter ziele.

### Post-Transvision Vamp
Wendy James trachtte daarna een solocarrière op te zetten. Ze vroeg aan Elvis Costello een nummer voor haar te schrijven, waarop Costello en zijn toenmalige echtgenote Cait O'Riordan meteen een heel album afleverden, Now Ain't the Time for Your Tears dat in 1993 uitkwam. Tex Axile (pseudoniem van Anthony Doughty) speelde nadien in de band Max en ging later verder als soloartiest; Dave Parsons speelde na TV nog in de band Bush. Van Nick Christian Sayer werd na het uit elkaar gaan van Transvision Vamp nog weinig vernomen.

## Discografie: Albums
- Pop Art (1988)
- Velveteen (1989)
- Little Magnets Versus the Bubble of Babble (1991)